# Erich Fehr

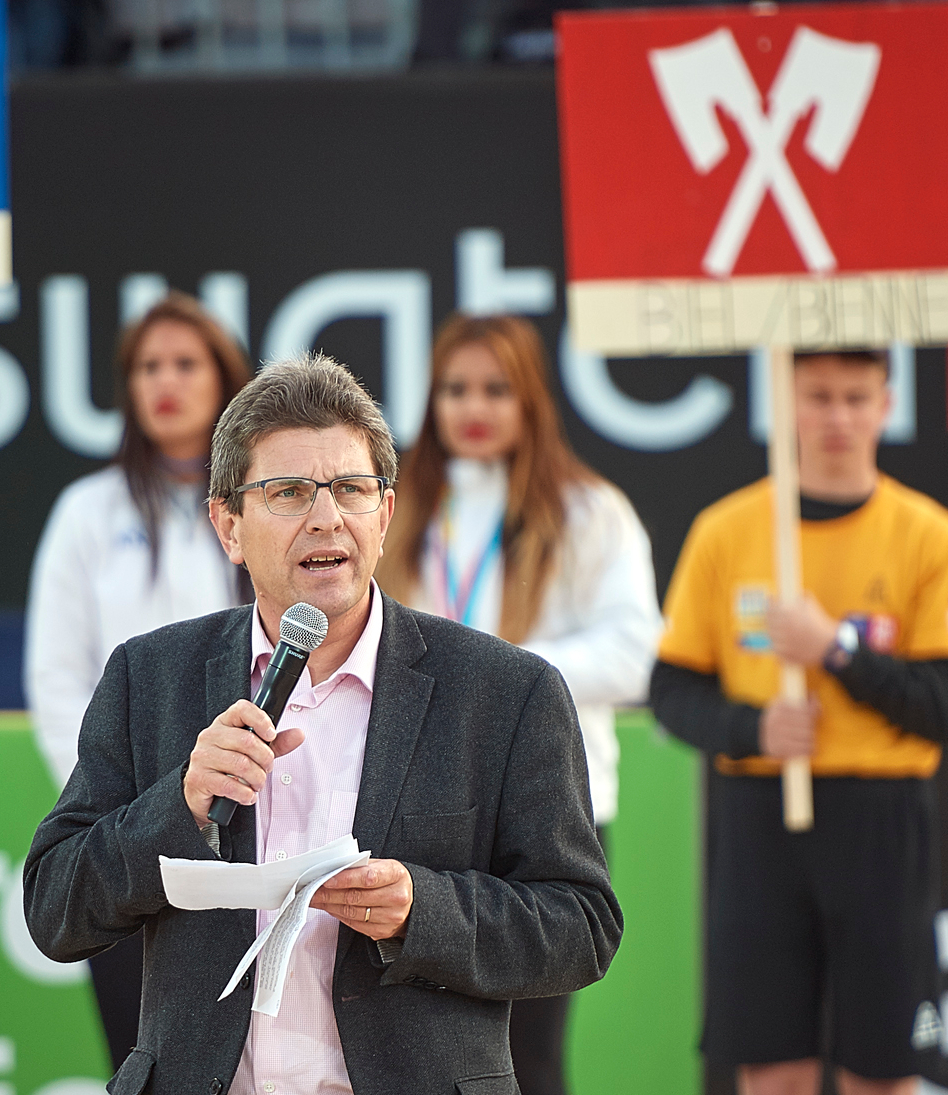
Erich Fehr bei einer Sportveranstaltung 2016

Erich Fehr (* 17. August 1968 in Biel/Bienne, Kanton Bern) ist ein Schweizer Politiker (SP) und ehemaliger Stadtpräsident von Biel/Bienne.

## Politische Ämter
Erich Fehr war vom 1. Januar 2011 bis am 31. Dezember 2024 vollamtlicher Stadtpräsident von Biel/Bienne. Bei den Wahlen 2024 trat er nicht mehr an. Bis zur Strukturanpassung per 1. Januar 2013 war er parallel dazu auch noch Finanzdirektor. Vorher war er in seiner Heimatstadt von 1997 bis 2008 Mitglied des Stadtrates sowie von 2009 bis 2010 nebenamtlicher Gemeinderat.

## Wirken als Stadtpräsident
Die wichtigsten Erfolge Fehrs als Stadtpräsident waren der Campus Technik der Berner Fachhochschule (BFH), der Innovationspark und die Tissot Arena. 
Im Jahr 2012 konnte mit Unterstützung aus dem ganzen Seeland im Grossen Rat des Kantons Bern ein Standortentscheid für die Realisierung des neuen Campus der BFH direkt beim Bahnhof Biel erwirkt werden; ab 2021 werden an diesem Standort in einem Neubau unter dem Namen Campus Biel/Bienne die Departemente Technik und Informatik sowie Architektur, Holz und Bau zusammengefasst. Die Manufacture des Montres Rolex SA konnte als Mäzenin gewonnen werden, um unter dem Namen Rolex Campus Hall anstelle einer reinen Hochschulaula einen grossen und polyvalenten Saal realisieren zu können, der auch für kulturelle Veranstaltungen und andere Anlässe dem breiten Publikum offensteht.
Dank Vorarbeit der Stadt Biel erhielt Biel im Sommer 2015 vom Bundesrat den Zuschlag für einen Netzwerkstandort des Swiss Innovation Park, heute Switzerland Innovation. Aktuell existiert bereits ein voll funktionierender Pilotbetrieb, der im Jahr 2019 einen Neubau direkt neben dem Campus beziehen wird. 
Im Jahr 2012 konnte Fehr nach langwierigen Verhandlungen beim noch von seinem Vorgänger aufgegleisten Projekt Stades de Bienne den Durchbruch erzielen und damit den Baubeginn erwirken (Spatenstich am 20. Dezember 2012). Nach einer Bauzeit von rund zweieinhalb Jahren konnte das schweizweit einmalige Doppelstadion mit modernster Eishockey-, Fussball- und Curlinginfrastruktur und multifunktionalen Nutzungsmöglichkeiten am 25. September 2015 offiziell eingeweiht werden. Dank einer von Fehr vermittelten Partnerschaft mit dem in Biel ansässigen Uhrenkonzern Swatch Group trägt die Anlage nun für mindestens zehn Jahre den Namen „Tissot Arena“. Fehr gelang es auch in Zusammenarbeit mit dem Bundesamt für Sport in Magglingen und den jeweiligen Verbänden die Frauenfussballakademie nach Biel zu holen, die Tissot Arena zum Frauen- und Nachwuchsnationalstadion zu machen sowie das Nationale Leistungszentrum Curling dort anzusiedeln. Im Juni 2016 fand in Biel mit den Europameisterschaften im Beachvolleyball (Beach Euro) auf dem Strandboden der international prestigeträchtigste Sportanlass seit den Eishockey-Weltmeisterschaften der Gruppe B im Jahr 1976 in Biel statt. 
Als Stadtpräsident setzte sich Fehr für die Realisierung des Westastes der A5 ein, da nur so, wie der Gemeinderat der Stadt Biel und externe Fachleute wiederholt festgestellt haben, die schon lange notwendige Verkehrsberuhigung in weiten Teilen der Stadt und Agglomeration Biel möglich wird. Der motorisierte Individualverkehr kann nur aus den Wohnquartieren verschwinden, wenn alternative Routen und eine ausreichende Anzahl von Zu- und Wegfahrten zum Hochleistungsstrassennetz vorhanden sind. Aus diesem Grund sind auch die beiden Anschlüsse "Bienne-Centre" und "Seevorstadt" (Halbanschluss) notwendig, obwohl sie mit substanziellen Eingriffen in den Stadtraum verbunden sind, welche aber durch eine interkommunale Begleitplanung der Städte Biel und Nidau resp. deren Umsetzung bestmöglich abgefedert werden. Diese Erkenntnisse wurden bereits im Jahr 2010 durch eine regionale Arbeitsgruppe festgehalten. Im August 2020 gab Fehr eine neue Einschätzung bekannt: «Ich gehe politisch nicht davon aus, dass das Projekt in unveränderter Form irgendwie durchgeboxt werden kann», sagte er.

## Politisches Profil
Fehr gehört zum sozialliberalen Flügel der SP, welcher auf Eigenverantwortung, sozialer Gerechtigkeit und sozialer Marktwirtschaft basiert. Fehr ist auch Mitglied bei der reformorientierten Plattform in der SP Schweiz und arbeitet dort in der Kerngruppe mit. Im Frühjahr 2022 kandidierte Fehr erfolglos als Regierungsrat des Kantons Bern.

## Familie/Herkunft
Sein Vater Hermann Fehr (* 1941) wuchs in Ermatingen im Kanton Thurgau auf und zog 1966 nach Biel, wo er für die SP von 1977 bis 1990 ebenfalls als Stadtpräsident wirkte; zudem gehörte er von 1983 bis 1990 dem Nationalrat und 1990 bis 1997 dem Regierungsrat des Kantons Bern an. Sein Grossvater Hermann Fehr (1909–1992) war für die SP von 1961 bis 1975 Ortsvorsteher in Ermatingen und während acht Jahren Mitglied des Grossen Rates des Kantons Thurgau. Der Cousin seines Vaters, Hans-Jürg Fehr (* 1948), war Schaffhauser Nationalrat und Präsident der SP Schweiz. Sein Stiefsohn ist der Eishockeyspieler Michel Riesen, der erste Schweizer NHL-Erstrundendraft im Jahr 1997.